# Neofundulus
Neofundulus ist eine Gattung der Saisonfische aus der Familie Rivulidae und gehört zur Gruppe der Eierlegenden Zahnkarpfen. Die Arten dieser Gattung bewohnen temporäre Gewässer im Pantanal, im Chaco und im Flussbecken des Rio Madeira.

## Merkmale
Die Gattung Neofundulus unterscheidet sich von den Arten anderer Gattungen der Familie Rivulidae durch einen ventral nicht erweiterten vierten Brustflossenstrahl, einen weiß-gelblichen Längsstreifen nahe der Flossenbasis auf der Afterflosse der Männchen, und durch schwarze Querstreifen auf der Schwanzflosse der Weibchen, sowie schwarze Flecken auf der Brustflosse der Männchen.

## Arten
Die Gattung Neofundulus umfasst folgende sieben Arten:
- Neofundulus acutirostratus Costa, 1993
- Neofundulus aureomaculatus Costa, 2015
- Neofundulus guaporensis Costa, 1988
- Neofundulus paraguayensis (Eigenmann & Kennedy, 1903)
- Neofundulus parvipinnis Costa, 1988
- Neofundulus rubrofasciatus Costa, 2015
- Neofundulus splendidus Nielsen & Brousseau, 2013